# マッドメン (漫画)
『マッドメン』は、諸星大二郎による日本の漫画作品。『月刊少年チャンピオン』（秋田書店）および同増刊号にて、1975年から1982年にかけて10話が不定期に連載された。なお、2話目に相当するエピソードは『マンガくん』（小学館）初出であり、1991年にちくま文庫より発行された「完全版」以後の版には、これも含めた全11話が収録されている。

## 概要
パプア・ニューギニアを舞台に、近代化により失われ行く神話と伝統を、日本神話に絡めて描く。
作者によると、当初は「単に異文化の国からやってきた少年が、文明国とのギャップの中で"原始"的な力を発揮するといった、ごく平凡な少年漫画（文庫版あとがきより）」だったが、後に連載化され、壮大な神話物語を展開する。作品全体を通し構造主義的文化人類学・民俗学の要素が散りばめられた作品である。
初期の話は元々読み切り作品であったため、単行本化の際、連載化された話との整合性を保つべく加筆修正が加えられている。また、初期の単行本では2話目に相当するエピソードが収録されていない。そのため、収録書籍や版によって話の収録順や加筆修正の内容に細かい差異が生じている。
マッドメン（en:Asaro Mudmen）とはパプア・ニューギニアのアサロ族の祭礼で先祖の霊を表すとされる扮装をしたもので、全身に泥を塗り、土製の仮面を被った者達のことである。作者自身は『マッドメン』連載当時にパプア・ニューギニアには直接行った事がなく書籍資料を基に描いており、2015年に執筆した後日談『追跡ルポ 波子を探して』の製作に際して初めて現地に赴いたと述懐している。

## あらすじ
波子の父は人類学者。パプア・ニューギニアから半年振りに帰国した父は、現地から少数民族の酋長の息子コドワを連れて来ていた。コドワはしばらくの間、日本で波子達と暮らすことになる。
コドワは現代文明の知識を持ちながらも部族の伝統と習慣を守る不思議な少年だった。波子は、部族の習慣に基づくタブーに戸惑いながらも、徐々に彼と親しくなっていく。しかし波子の父は、自分の研究のためにタブーを犯そうとしていた。なぜなら、コドワは波子の父が研究のため、現地の女性に生ませ酋長の養子にした実の息子――波子にとっては異母兄だったのだ。コドワはタブーを犯した波子の父を制裁し帰国、それを目撃するタブーを犯した波子はコドワに許される代わりマッドメンに憑かれる。
日本で文明を目の当たりにしたコドワは、文明と伝統のどちらを取るべきか悩んだ末、伝統を守ろうとする精霊"大いなる仮面"に従い、科学文明や文明に味方するオンゴロの精霊アエンと戦う決意をする。コドワの身を案じた波子はパプア・ニューギニアに渡り、アエンとの戦いで傷つき生死の境を彷徨うコドワを救うため、"森の大いなる輪"の一部となりオンゴロ神話をその身をもって再現することになる。

## 主な登場人物
コドワ
主人公で、パプア・ニューギニアの少数民族ガワン族の酋長の息子。「ン・バギ」と呼ばれる怪物をトーテムとし、顔を含む全身に酋長の刺青が施されている。また精霊（マッドメン）と交信し、ガワン族に伝わる呪術を使うこともできる。
なお本来はパプア・ニューギニアの原住民の間で行われているのはボディ・ペインティングであり、それを刺青としたのは作者の勘違いであり、後書きでその事が述べられている。
篠原波子（しのはら なみこ）
ヒロインにして狂言回し。ごく平凡な少女だが、父親が人類学者であり、人類学について多少の知識と未開文明にも臆しない面がある。
篠原（しのはら）教授
コドワと波子の父で人類学者。非常に研究熱心で、研究のためには手段を選ばない人物。
エリザベス・バートン
メルボルン大学の研究生で、民俗学を研究する若い白人女性。現地の伝統的文化を尊重しつつ、現地で文明教育を行っている。
ジェームズ・マオリ
パプア・ニューギニア人の若い男性で、政府のパトロール・オフィサー（後に地区担当官）。子供の頃は迷信と伝統の中で育ったが、現在は文明化を推進している。
峰隼人（みね はやと）
比較民俗学を専攻する日本人男性。4話目（連載化）以降に登場。古代日本とパプア・ニューギニアの類似性に着目し、日本で発掘した縄文土器を持ってパプア・ニューギニアへ渡る。

## 書籍情報
- 徐福伝説（1979年、ジャンプスーパーコミックス、創美社）
1 - 2話目のみ収録
- マッドメンシリーズ 全2巻 （オンゴロの仮面・大いなる復活）（1981-1982年、少年チャンピオンコミックス、秋田書店）ISBN 9784253037785 他
- マッドメン（1985年10月、秋田コミックスセレクト、秋田書店）ISBN 9784253108508
- 完全版 マッドメン（1991年7月、ちくま文庫、筑摩書房）ISBN 9784480025432
- マッドメン 諸星大二郎作品集（1993年5月、中公愛蔵版、中央公論社）ISBN 9784120022142
- マッドメン 全2巻（オンゴロの仮面・大いなる復活）（2000年、ジャンプスーパーエース、創美社）ISBN 9784420137690 他
- MUD MEN　最終版（2010年1月、光文社コミック叢書SIGNAL、光文社）ISBN 9784334901677

## 影響
イエロー・マジック・オーケストラ (YMO) の楽曲「THE MADMEN」（アルバム『サーヴィス』収録。作詞は細野晴臣）は本作にインスパイアされて作曲された（ただし誤植により、「mudmen」ではなく「madmen」とされたままになっている）。
株式会社ADKが開発したネオジオ用ビデオゲームソフト『ワールドヒーローズ2』には本作の主人公コドワをモチーフにした「マッドマン」というキャラクターが登場する。

## 関連作品
- 追跡ルポ 波子を探して
諸星大二郎自身の手により描かれた『マッドメン』の後日談で、本編より30年以上後を舞台としている。
初出は『諸星大二郎 マッドメンの世界』（2015年5月、文藝別冊 KAWADE夢ムック、河出書房新社）に描き下ろしとしての掲載で、後に『諸星大二郎短編集 彼方へ』（2024年11月、ワイドKC、講談社）に再録されている。